# Beechwood Trails
Beechwood Trails é um lugar designado pelo censo localizado no condado de Licking no estado estadounidense de Ohio. No Censo de 2010 tinha uma população de 3.020 habitantes e uma densidade populacional de 297,23 pessoas por km².

## Geografia
Beechwood Trails encontra-se localizado nas coordenadas 40° 01′ 49″ N, 82° 39′ 20″ O. Segundo o Departamento do Censo dos Estados Unidos, Beechwood Trails tem uma superfície total de 10.16 km², da qual 10.13 km² correspondem a terra firme e (0.33%) 0.03 km² é água.

## Demografia
Segundo o censo de 2010, tinha 3.020 habitantes residindo em Beechwood Trails. A densidade populacional era de 297,23 hab./km². Dos 3.020 habitantes, Beechwood Trails estava composto pelo 95.7% brancos, o 1.95% eram afroamericanos, o 0.33% eram amerindios, o 0.63% eram asiáticos, o 0.03% eram insulares do Pacífico, o 0.26% eram de outras raças e o 1.09% pertenciam a duas ou mais raças. Do total da população o 1.19% eram hispanos ou latinos de qualquer raça.

## Localidades na vizinhança
O diagrama seguinte representa as localidades num raio de 16 km ao redor de Beechwood Trails. 